# Mel
Mel er fintdelte ingredienser af først og fremmest korn, man bruger ved tilberedning af mange former for mad, deriblandt brød, kage og pasta, men også til kød- og grøntsagsretter.
Der findes en række forskellige typer mel, hvoraf mel af hvede er den mest almindelige, og ordet "hvedemel" anvendes nærmest synonymt med "mel". Derudover forarbejdes mel af en række andre kornsorter, nødder, m.m., deriblandt rug, byg, spelt, durumhvede, enkorn, majs, ris, boghvede, kikærter, quinoa, kartoffel, m.m. Mel består af et varierende indhold af proteiner og stivelse.
Man producerer mel ved at male korn i en kværn eller som i gamle dage, mellem to sten.

## Kvantitative egenskaber for mel
Korn består af kerne, kim og skal. Almindeligt hvedemel indeholder ikke kim- og skaldele.
- Udmalingsgrad er procentdelen af hele kornet, der er med i melet [1]
- Formalingsgrad er størrelsen af de malede melpartikler [1]

## Historie
I forbindelse med arkæologiske udgravninger af de fleste stenalderbosættelser, har man fundet sten, der har været brugt til at male korn til mel. Fund fra stenalderbopladser i Italien, Tjekkiet og Rusland tyder på, at beboerne for 30.000 år siden malede planter til mel, 20.000 år før agerbruget opstod i Mellemøsten. 

## Typer af mel
Almindeligt hvedemelfintmalet hvede, med frasigtede kim- og skaldele
Grahamsmelhvedemel med alle kim- og skaldele, altså en fuldkornsmeltype. Grahamsmel males finere end fuldkornshvedemel, og grovere end almindeligt hvedemel
Fuldkornshvedemelsom grahamsmel, men grovere malet
Sigtemelblanding af hvedemel og rugmel med frasigtede skaldele 

## Fodnoter
1. 1 2  Dansk Varefakta: Ordliste om mel
2. ↑  Hulemanden bagte måske brød | Videnskab.dk
3. ↑  "Rug". Viden om mad. Hentet 2008-09-27.

## Eksterne link
- Ordliste om mel Arkiveret 17. juli 2012 hos  Wayback Machine fra Dansk Varefakta

- Wikimedia Commons har flere filer relateret til Mel